# Idéal du Gazeau
Idéal du Gazeau, född 14 februari 1974 i Vendée i Frankrike, död 27 februari 1998 i Nederländerna, var en fransk varmblodig travhäst. Han räknades som världens bästa travhäst under början av 1980-talet och anses vara en av världens bästa travhästar genom tiderna. Han tränades och kördes av Eugène Lefèvre.
Idéal du Gazeau gjorde totalt 99 starter, segrade i 66 av dessa och sprang in cirka 4,6 miljoner euro. Han tog karriärens största segrar i Prix d'Amérique (1981, 1983), Elitloppet (1980, 1982) och International Trot (1981, 1982, 1983).
Bland hans andra stora segrar räknas främst Critérium des Jeunes (1977), Prix Charles Tiercelin (1978), Prix Octave Douesnel (1978), Critérium Continental (1978), Critérium des 5 ans (1979), Prix Marcel Laurent (1979), Prix de Croix (1979), Prix de l'Atlantique (1981), Finlandialoppet (1981),  Prix de Paris (1982) och de dubbla segrarna i Copenhagen Cup (1980, 1982), Åby Stora Pris (1981, 1982) och Gran Premio delle Nazioni (1981, 1982).
Idéal du Gazeau har även varit verksam som avelshingst. Efter tävlingskarriären såldes han 1984 till Ingvar Thorson i Sverige och stallades upp på Alebäcks stuteri utanför Lidköping. Han verkade vid Alebäcks stuteri i åtta säsonger. Hans förärvning var god. Han är far till stjärnhästar som His Majesty, Lovely Godiva, Baron Godiva, Elegant Sund, Peace on Earth och Ideal du Suede. Han har också varit betydelsefull som morfar, främst elitloppssegraren Gidde Palema utmärker sig i den skaran.